# قلدری در پرستاری
قلدری در تمامی شغل‌ها به صورت کم و بیش دیده می‌شود و متأسفانه به صورت یک فرهنگ درآمده است. حرفه پرستاری نیز از این قاعده مستثناء نیست؛ لذا شغل پرستاری محیطی است که در آن قلدری دیده می‌شود. همچنین ناهنجاری‌های رفتاری (مانند سخن‌چینی و تهدید) در این حرفه مشاهده می‌شود. این ناهنجاری‌ها بیشتر در میان دختران جوان رؤیت شده‌است تا زنان بزرگسال.
رفتارهای قلدرانه در این حیطه از این قرارند:
- ناهنجاری یک پزشک یا مدیر نسبت به یک پرستار
- ناهنجاری یک پرستار نسبت به دیگری
- ناهنجاری یک پرستار نسبت به یک بیمار
- ناهنجاری یک بیمار نسبت به یک پرستار

## رفتارهای ناهنجار
بر پایهٔ مطالعه‌ای در بریتانیا، کاستی‌های زیر در رفتار پرستاران ناهنجار دیده شده‌است:
- ضعف و کاستی در کار
- آسیب و بی‌توجهی فیزیکی نسبت به بیمار (به ندرت)
- کاربرد عبارت‌های ناراحت‌کننده (توهین لفظی) نسبت به بیمار
- طعنه زدن
- پیوسته انتقاد کردن
- از میان بردن اعتماد
- دروغ گفتن یا اتهام دروغ زدن
- ترک افراد و سر نزدن به آن‌ها
- ناامیدی و عدم تلاش برای بیرون رفتن از آن وضعیت
- دخالت در کارها